# Peter Hlinka
Peter Hlinka (* 5. prosince 1978, Prešov) je slovenský fotbalista, který hraje na postu defenzivního záložníka nebo obránce. V současnosti působí v rakouském klubu FC Wacker Innsbruck (od února 2015).

## Klubová kariéra
Na Slovensku hrál za 1. FC Tatran Prešov a mimo jedné sezóny v německém FC Augsburg (2007/08) působí v Rakousku. Zde nastupoval za SW Bregenz, SK Sturm Graz, SK Rapid Wien a FK Austria Wien. S Rapidem Vídeň vyhrál v sezóně 2004/05 rakouskou Bundesligu. V roce 2012 odešel do rakouského klubu SC Wiener Neustadt. V sezóně 2012/13 zde odehrál 33 zápasů a vstřelil 4 góly. V červnu 2013 odmítl nabídku jiného rakouského celku SV Ried a naopak o rok prodloužil smlouvu s SC Wiener Neustadt. V SC Wiener Neustadt působil do července 2014. Další angažmá si sehnal v únoru 2015, kdy podepsal smlouvu s jiným rakouským klubem FC Wacker Innsbruck.

## Reprezentační kariéra
Hlinka reprezentoval Slovensko již v mládežnických výběrech. V roce 2000 byl členem slovenského týmu U21, jenž obsadil na domácím Mistrovství Evropy ve fotbale hráčů do 21 let 4. místo.
Hrál následně i na Letních olympijských hrách 2000 v Sydney, kde Slovensko skončilo v základní skupině D na nepostupovém čtvrtém místě.
V dresu slovenské seniorské reprezentace nastoupil v letech 2002–2006 ke 28 zápasům a v roce 2005 vstřelil jeden gól. Debutoval 17. dubna 2002 v přátelském zápase proti Belgii (remíza 1:1).